# 各種飛行器原理
飛行器可分為在地球內飛行與太空中飛行兩種。在地球內的飛行原理主要是靠大氣的流動方式來促成飛行，而外太空的飛行原理除了利用星球間的引力來推進。底下介紹幾種地球內與太空中的飛行器的原理。

## 衛星
衛星升空，是要藉由火箭或是飛彈把衛星載到特定的軌道，因為衛星沒有升空或是推近的效果，所以當把衛星在到特定的軌道之後，是藉由向心加速度與地球引力的平衡，使衛星可以在地球外面運轉，再利用克卜勒定律可以算出他的周期與速度。如果升空的時間越短是越好的，因為衛星只占整個總重的1%，裡面佔最多的為燃料，為總重的80%，因為單靠馬達的推進器是沒有辦法把火箭推到外太空的，所以要馬達加燃料才有辦法，所以減少升空的時間，可以減少總重，這樣成本也可以下降。

## 太空船
在太空中的飛行器(太空船)飛行，主要是利用火箭助推法來改變飛行器的軌道及速度。不過使用火箭助推需考慮燃料及重量負載的問題。如果想節省燃料，飛行器在飛往離地球較近的行星(火星和金星)可以使用赫曼轉移軌道法。此方法雖然可以減少燃料的消耗，但是速度太慢，需考量時間的成本。另外，還可以使用重力助推法，借由飛行器與行星之間的引力，可實現不需要消耗燃料就可以改變飛行器軌道及替飛行器加減速。如果條件事宜，也可以配合大氣制動來替飛行器減速。不過重力助推在使用上需考量星球間的位置關係，等待一個理想的位置關係出現可能需要耗費數十年的時間。

## 地效飛行器
主要是利用地面效應的作用，來增加升力、減少燃料推進力，以達到高承載、低耗能的一種飛行器。

地面效應
當飛行器飛至距水面或地面一個翼展以下的高度，飛行時翼面下的下洗作用受到阻擋，使地面或水面與飛行器升力面之間的氣流受到壓縮，根據牛頓第三運動定律，作用力越大，反作用力得到一個更大的上升力，同時翼尖渦流的被抑制破壞，減少誘導阻力的作用，兩種空氣作用的特性促成。

誘導阻力
因為機翼的翼端部分因上下壓力差，空氣會從壓力大往壓力小的方向流動，部份空氣並不會往後移動，而從旁邊往上翻，因此在兩端產生渦流，抑壓上翼面，越接近翼端，渦流越強(稱為翼尖渦流)此作用力為誘導阻力，也可說是升力誘導出來的。

## 外部連結
- “航空器飛行原理簡介”
- “中國科普博覽”（页面存档备份，存于）
- “ORBITAL MECHANICS”